# Parafia Najświętszego Serca Pana Jezusa w Samsiecznie
Parafia Najświętszego Serca Pana Jezusa w Samsiecznie – rzymskokatolicka parafia we wsi Samsieczno, w dekanacie Mrocza diecezji bydgoskiej. Prowadzą ją pallotyni.
Erygowana 31 lipca 1925 roku. W 1934 r. funkcję proboszcza objął ks. Józef Jachecki (ur. 1905 w Florowie, zm. 1983 w Gnieźnie), którą pełnił do wybuchu II wojny światowej. W czasie okupacji nie był zatwierdzonym kapłanem przez władze niemieckie, ale za wiedzą Wikariusza Generalnego ks. kanonika Edwarda von Blericqa przebywał na terenie parafii do 1945.
Do parafii należą: Gliszcz, Marynin, Michalin, Ostrowo, Samsieczno, Samsieczynek, Suchary, Teresin.